# Laurent-Désiré Kabila
Laurent-Désiré Kabila (Baudouinville, 27 de novembre de 1939 – Kinshasa, 18 de gener de 2001) fou president de la República Democràtica del Congo (1997-2001). D'ètnia luba (tot i que la seva mare era lunda, durant la Crisi del Congo (1960-1965), va prosperar a les ordres de Mobutu Sese Seko. El 1965, la seva guerrilla va rebre el suport d'un centenar de cubans dirigits pel Che Guevara, que pretenia generar al Congo una revolució a l'estil de la Revolució cubana. Segons el Che, Kabila, que aleshores tenia 26 anys, estava massa dispers i no era «l'home del moment» de qui ell havia parlat. La poca col·laboració entre ambdós líders va precipitar el fracàs de la guerrilla aquell mateix any i Kabila va haver d'exiliar-se a Tanzània. El 1967 va tornar al país i va crear un petit estat comunista a la província de Sud-Kivu, que li va servir per fer-se una gran fortuna personal, fins que el 1988 va haver de desaparèixer literalment i passar per mort. El 1996 Kabila va tornar al Zaire amb una revolta contra el president Mobutu i el va obligar a dimitir el 1997, proclamant-se ell mateix nou president i recuperant el nom de Congo per al país. El seu règim era formalment marxista, però hi dominaven l'autoritarisme, la corrupció, l'abús dels drets humans i el culte a la personalitat. Kabila va ser assassinat per un dels seus guardaespatlles el 2001. El va succeir el seu fill Joseph Kabila, que encara ocupa el càrrec.